# Диуглерод
Диуглерод — двухатомная нейтральная частица, образованная двумя атомами углерода (C2), и детектируемая спектрометрически в электрической дуге (вместе с некоторыми фуллеренами), в кометах и в синих языках пламени.

## Свойства
Диуглерод может быть получен из графита на электрической дуге. Также его детектируют в качестве продукта при реакции тетрахлорэтилена с натрием.
Молекула C2 не существует при нормальных условиях, так как углерод значительно более устойчив в состоянии алмаза, графита или фуллерена.

## Кометы
Свет слабых комет является в основном излучением двухатомного углерода. Основная часть излучения молекул C2 находится в видимом спектре.